# 平井綱正
平井 綱正（ひらい つなまさ）は、戦国時代から安土桃山時代にかけての武士。加治田平井家2代目。

## 略歴
平井信正の子として誕生。
父と共に斎藤利治の賓客として迎えられ、加治田白華山清水寺口に住居する。その後、斎藤利治の推挙より、織田信長に仕えた。本能寺の変後、羽柴秀吉の輩下となり、池田恒興に属する。
天正12年（1584年）からの小牧・長久手の戦いでは、戦いの不利を悟った池田恒興から猿投神社への戦勝祈願を命じられた。綱正は戦線を離脱し神社へ急いだが、途中菱野で土民に襲われ討死した。

## 逸話
- 綱正の討死後、武士が枕元に立ち猿投神社へ連れていけとの異変が流行り、霊を鎮める為、庄屋達が京都へ行き武士に人形を作り馬に乗せ、村民は行列をなして猿投神社へ祈願したと言う[4]。
- 平井綱正は梶田甚五郎と呼んだので、村民は「梶田神社」をつくり、霊を祭り猿投神社まで人形（でく）の行列をする祭行事を年々欠かさずに行っている行事を「菱野のでく」と言っている[5][6]。